# Alloggi Ernesto
La Alloggi Ernesto è stata una ditta produttrice di mobili in giunco. La sua sede era a Torino in via Maria Vittoria, 19 (poi 16).
Fondata a fine Ottocento, fu premiata nel 1898 all'Esposizione di Torino con una medaglia d'argento distinguendosi per novità attraente e all'Esposizione universale di Parigi del 1900, dove vinse una medaglia d'oro.
La ditta compare in una pubblicità sulla rivista La Quadriennale, n. 1. (1902), dove si legge "E. Alloggi mobili in giunco, tessuti a disegni e a colori. Forniture complete per castelli, ville, palazzine ecc.; mobili in midollo, giunco laccato o smaltato per serra, veranda, galleria e giardino".
Nel 1904 la ditta Alloggi partecipò all'Esposizione internazionale della Luisiana a Saint Louis, dove venne premiata con una medaglia d'argento, e nel 1906 all'Esposizione internazionale di Milano, dove venne premiata con un diploma d'onore. Nel 1911 partecipò all'Esposizione di Torino per il cinquantenario dell'Unità d'Italia nel padiglione dedicato alla moda. Negli anni 1910 Alloggi diventò il rappresentante a Torino della ditta austriaca Thonet.